# NRJ Music Awards 2010
 (octobre 2024).
Si vous disposez d'ouvrages ou d'articles de référence ou si vous connaissez des sites web de qualité traitant du thème abordé ici, merci de compléter l'article en donnant les références utiles à sa vérifiabilité et en les liant à la section « Notes et références ».
La 11e cérémonie des NRJ Music Awards est présentée par Nikos Aliagas le 23 janvier 2010 en direct à 20 h 50 du Midem de Cannes simultanément sur TF1 et NRJ. Cette édition est dédiée au peuple haïtien quelques jours après le tremblement de terre qui a touché le pays.

## Performances
| Artiste(s)                             | Chanson(s)                                                                           |
| -------------------------------------- | ------------------------------------------------------------------------------------ |
| Black Eyed Peas featuring David Guetta | I Gotta Feeling (20h55)                                                              |
| Mozart, l'opéra rock                   | L'Assasymphonie (21h05)                                                              |
| David Guetta                           | When Love Takes Over (featuring Kelly Rowland) + Sexy Bitch (featuring Akon) (21h15) |
| Christophe Maé                         | Dingue, dingue, dingue (21h20)                                                       |
| Robbie Williams                        | Morning Sun (21h30)                                                                  |
| Rihanna                                | Russian Roulette (21h45)                                                             |
| Christophe Willem                      | Heartbox (21h55)                                                                     |
| Coeur de pirate                        | Comme des enfants (22h05)                                                            |
| Mika                                   | Rain (22h10)                                                                         |
| David Hallyday & Laura Smet            | On Se Fait Peur (22h15)                                                              |
| Michael Bublé                          | Haven't Met You Yet (22h25)                                                          |
| Black Eyed Peas                        | Meet Me Halfway (22h35)                                                              |
| Gérald de Palmas                       | Au bord de l'eau (22h45)                                                             |
| Diam's                                 | Peter Pan (22h55)                                                                    |
| Michael Bublé featuring Nikos Aliagas  | Cry Me A River (23h00)                                                               |
| Helmut Fritz                           | Ça m'énerve (23h05)                                                                  |
| Jay-Z                                  | Empire State of Mind (23h15)                                                         |
| Superbus                               | Addictions (23h35)                                                                   |
| Emmanuel Moire                         | Sans dire un mot (23h55)                                                             |
| Sheryfa Luna                           | Tu me manques (00h05)                                                                |

## Palmarès

### Révélation francophone de l'année
- Florent Mothe
  -  Cœur de pirate
  -   Jena Lee
  -  Sliimy
  -   Tom Frager

### Révélation internationale de l’année
- Lady Gaga
  -  Agnes Carlsson
  -  Charlie Winston
  -   Justin Nozuka
  -  Milow

### Artiste féminine francophone de l'année
- Sofia Essaïdi
  -  Amel Bent
  -   Diam's
  -  Sheryfa Luna
  -  Zaho

### Artiste féminine internationale de l’année
- Rihanna
  -  Alicia Keys
  -  Lily Allen
  -  Mariah Carey
  -  Shakira

### Artiste masculin francophone de l’année
- Christophe Willem
  -  David Guetta
  -  Emmanuel Moire
  -  Gérald de Palmas
  -  Grégoire

### Artiste masculin international de l’année
- Robbie Williams
  -  James Morrison
  -  Jason Mraz
  -  Michael Bublé
  -   Mika

### Groupe/duo/troupe francophone de l’année
- Mozart, l'opéra rock
  -   Bisso Na Bisso
  -  Magic System feat.  Khaled
  -  Superbus
  -  Tryo

### Chanson internationale de l’année
- I Gotta Feeling -  Black Eyed Peas
  - When Love Takes Over -  David Guetta featuring  Kelly Rowland
  - Poker Face -  Lady Gaga
  - Fuck You -  Lily Allen
  - Hotel Room Service -   Pitbull

### Album francophone de l’année
- Caféine -   Christophe Willem
  - SOS -   Diam's
  - L'Équilibre -  Emmanuel Moire
  - Toi + Moi -  Grégoire
  - Mozart, l'Opéra Rock -  Mozart, l'opéra rock

### Album international de l’année
- One Love -   David Guetta
  - I Am... Sasha Fierce -  Beyoncé Knowles
  - Hobo -  Charlie Winston
  - The Fame -  Lady Gaga
  - The E.N.D. -  Black Eyed Peas

### Groupe/duo/troupe internationale de l’année
- Tokio Hotel
  -  Green Day
  -  Jay-Z featuring  Alicia Keys
  -  Black Eyed Peas
  -  U2

### Chanson francophone de l’année
- Mozart, l'opéra rock - L'Assasymphonie
  -  Cœur de pirate - Comme des enfants
  -  Gérald De Palmas - Au bord de l'eau
  -  Helmut Fritz - Ça m'énerve

### NRJ Award d'honneur
- Robbie Williams
- Beyoncé

## Les invités de la soirée
- National : Amel Bent, Anne-Charlotte Pontabry, Béatrice Rosen, Bruno Solo, Cathy Guetta, Chantal Lauby, Christophe Maé, Collectif Métissé, David Guetta, David Hallyday, Diam's, Sheryfa Luna, Emmanuel Moire, Florian Gazan, Grégoire, Ingrid Chauvin, Jérôme Commandeur, José Garcia, Laura Smet, Malika Ménard, Florent Mothe et la troupe de Mozart, Mustapha El Atrassi, Superbus, Tom Frager, Virginie Hocq

- International: Akon, Beyoncé, Black Eyed Peas, Jay-Z, Ke$ha, Kelly Rowland, Mika, Milow, Rihanna, Robbie Williams, Toni Braxton, Pharrell Williams, Pete Wentz

### After-show
Cet after-show était visionnable en direct sur tf1.fr dès la fin de la cérémonie et jusqu'à 00h15
La cérémonie de remise des KAWARDS a été faite durant celui-ci, la gagnante est Tiffany Ciely.
Durant cet After-show, l'NRJ Award du titre le plus téléchargé légalement en 2009 a été décerné à Ça m'énerve d'Helmut Fritz.

## Audiences
Le show du 23 janvier 2010 a rassemblé 4 894 000 téléspectateurs soit 22.4% de part de marché, c'est 859 000 téléspectateurs de moins que l'année précédente, c'est le pire score d'audience du programme depuis son apparition à la télévision en 2000. TF1 est même arrivé deuxième des audiences de la soirée après France 2 avec Le Plus Grand Cabaret du monde qui a réuni 4 966 000 téléspectateurs.